# Nazionale maschile di rugby a 13 della Grecia
La nazionale di rugby a 13 della Grecia è la selezione che rappresenta la Grecia a livello internazionale nel rugby a 13.
Il rugby a 13 è stato introdotto in Grecia per iniziativa di un gruppo di australiani di origini greche, e il 31 agosto 2003 la prima rappresentativa nazionale greca ha debuttato affrontando la Nuova Caledonia in un incontro di preparazione per la partita contro l'Italia, sancita dalla RLIF e disputata nel Nuovo Galles del Sud il mese successivo.
Nel 2014 la Grecia ha cominciato a partecipare al Campionato europeo C, aggiudicandosi la competizione. Disputerà la sua prima Coppa del Mondo in occasione della Coppa del Mondo di rugby a 13 2021 che si terrà in Inghilterra.

## Palmarès
- Campionato europeo C: 2

2014, 2019